# Electric Fields
Electric Fields ist eine australische Band, die aus Zaachariaha Fielding und Michael Ross besteht. Die Band verbindet moderne elektronische Soulmusik mit der Kultur der australischen Ureinwohner. Ihre Lieder werden typischerweise in den Sprachen der Aborigines (vorrangig Pitjantjatjara und Yankunytjatjara) sowie auf Englisch aufgeführt. Sie vertraten Australien beim Eurovision Song Contest 2024 in Malmö.

## Geschichte
Electric Fields wurde 2015 gegründet. Zuvor hatten sowohl Fielding als auch Ross versucht, Karrieren als Solokünstler zu starten. Die beiden nahmen 2011 bzw. 2013 an der Casting-Show The X Factor teil.
Im Juni 2016 veröffentlichte das Duo seine Debüt-EP Inmá, deren Titel von der als Inma bekannten Aṉangu-Frauenkulturzeremonie abgeleitet ist. Daniel Browning, Moderator und Produzent von ABC Radio National, sagte: „Gemeinsam Musik zu machen ist ebenso aufregend wie emotional bewegend – die Schönheit und schiere Kraft ihrer Musikalität ist einfach atemberaubend. Sie verwenden oft Zaachariahas traditionelle Sprache, die Sprache des Aṉangu Pitjantjatjara Yankunytjatjara-Volkes, in ihren Liedern, ihrem Genre, ihrer Kunst spannt sie ein breites Spektrum, von Pop über eindringliche elektronische Werke bis hin zu recht intensiven, intimen Geschichten.“ Ihre Musik wurde auf dem Spirit Festival 2016 und dem Adelaide Fashion Festival sowie auf Triple J gespielt. Im Jahr 2016 gewann das Duo den Emily Burrows Award, der zur Anerkennung und Förderung der beruflichen Entwicklung ursprünglicher südaustralischer Künstler oder Bands vergeben wird.
2019 nahm Electric Fields am australischen Vorentscheid zum Eurovision Song Contest teil und belegte dabei hinter der Sängerin Kate Miller-Heidke den zweiten Platz. Sie durften dafür die australischen Jurypunkte im Finale vergeben.
Am 5. März 2024 wurde bekanntgegeben, dass Electric Fields Australien beim Eurovision Song Contest vertreten werde. Ihr Beitrag One Milkali (One Blood) wurde noch am selben Tag veröffentlicht. Der Beitrag wurde vom Publikum nicht ins Finale gewählt, sodass sie im ersten Halbfinale ausschieden.

## Diskografie

### Alben
- 2024: Live in Concert (mit dem Melbourne Symphony Orchestra)

### EPs
- 2016: Inmá

### Singles
- 2019: 2000 and Whatever
- 2019: Vision
- 2021: Gold Energy
- 2022: Catastrophe
- 2023: We the People
- 2023: Anpuru Maau Kutjpa
- 2024: One Milkali (One Blood)

### Gastbeiträge
- 2017: No Other High (Touch Sensitive feat. Electric Fields)
- 2020: Would I Lie (KEiiNO feat. Electric Fields)
- 2021: Must Be Love (Tseba feat. Electric Fields)
- 2022: Fight for Me (Barkaa feat. Electric Fields)
- 2023: See Your Face (Tseba feat. Electric Fields)
- 2024: Red Future (Snotty Nose Rez Kids feat. Electric Fields)

### Weitere Veröffentlichungen
- 2017: Shade Away
- 2019: Glorious (Hermitude feat. Electric Fields)
- 2020: From Little Things Big Things Grow
- 2022: Tjitji Lullaby
- 2023: Tjarpala
- 2023: Antara Maau Kutjpa
- 2023: Tjukurpa Spirit
- 2023: Tjukurpa
- 2023: Ngula
- 2024: Dream On (mit the Prison Choir)